# Beatogordius abaiconus
Beatogordius abaiconus är en tagelmaskart som beskrevs av Carvalho 1946. Beatogordius abaiconus ingår i släktet Beatogordius och familjen Chordodidae. Inga underarter finns listade i Catalogue of Life.